# Love Story (альбом Yelawolf)
Love Story — третій студійний альбом американського репера Yelawolf, що вийшов на лейблах Shady Records та Interscope Records 21 квітня 2015 р. За словами виконавця, реліз має більше запалу, ніж його попередня платівка. Виконавчий продюсер: Eminem. «Tennessee Love» також увійшла до мікстейпу Trunk Muzik Returns (2013).

## Передісторія
У квітні 2012 Yelawolf заявив: «Альбом зосереджено на досвіді, здобутому після Radioactive та покладенням усього цього в проект». У грудні 2012 Yelawolf сповістив про статуси всіх своїх майбутніх релізів в інтерв'ю. Він також розповів про відмінності між Love Story й Radioactive: «На Radioactive я сильно поступився творчим простором. Як я і передбачав, деякі пісні не спрямовано на мою аудиторію». Він також сказав: «Я кажу правду про багато речей. Платівка має концепцію і тему. Саме це робить мою музику особливою та змушує далі створювати її. Намагаюся бути чесним як тільки можливо стосовно всього, що я роблю».

## Запис і продакшн
20 березня 2012 Yelawolf повідомив про початок запису другого альбому на Shady Records у червні 2012 і оприлюднив його назву Love Story. Через розрив селезінки під час невдалого пірнання зі сцени Yelawolf мусів відкласти запис платівки. Однак за Yelawolf, справи поліпшилися. Він отримав більше часу на запис, попередній альбом зроблено за 2 тижні. У квітні 2012 в інтерв'ю Inked репер підтвердив продакшн від WillPower і Malay, не розкривши імен запрошених гостей. У грудні 2012 Yelawolf сповістив, що він записуватиме альбом у Нашвіллі й поїде до Емінема у Детройт, штат Мічиган, щоб завершити його.
Після виходу Trunk Muzik Returns у березні 2013 Yelawolf розпочав працювати над Love Story. Протягом наступних п'яти місяців він записував музику із залученням Емінема й Slaughterhouse . Під час інтерв'ю The Source у квітні 2013 WillPower підтвердив, що він укотре багато працював з Yelawolf: «Ми перегрупувалися, стали дорослішими у тому, що ми робимо. Для поціновувачів музики він буде цікавим проектом, який їх задовольнить». 3 січня 2014 Yelawolf заявив про майже повне завершення роботи, котру очікувано закінчать до кінця місяця. 28 січня 2014 стало відомо про готовість платівки. Після виходу The Marshall Mathers LP 2 Eminem більше сконцентрувався над проектами Yelawolf і Slaughterhouse. У березні й квітні 2014 Yelawolf зустрівся з ним у Детройті, щоб «відшліфувати» платівку.

## Реліз та промоція
Після випуску Radioactive Yelawolf вирушив у тур I Am Music Tour з Lil Wayne і Тревісом Баркером. 13 листопада 2012 вийшов спільний з останнім міні-альбом Psycho White. У 2012 також видали Heart of Dixie і The Slumdon Bridge. 14 березня 2013 випустили Trunk Muzik Returns. Мікстейп повністю спродюсував WillPower з SupaHotBeats.
31 жовтня 2013 видали Black Fall, міні-альбом, повністю спродюсований DJ Paul. З 14 по 23 листопада 2013 Yelawolf перебував з Hopsin у турі Західним узбережжям США, Fuck It Tour.
Альбом мав спершу вийти у 2012, проте його перенесли на 2013 через часові обмеження. У листопаді 2013 репер повідомив XXL, платівку видадуть у 2014. 28 січня 2014 в інтерв'ю Свею Келловею Yelawolf оголосив дату, травень 2014.

### Сингли
3 січня 2014 Yelawolf анонсував перший окремок «Box Chevy V», п'ята частина із серії «Box Chevy». Пісня містить м'який ґрув, мерехтливі клавішні та гітарні ліки. 16 вересня 2014 у другому епізоді 7-го сезону телесеріалу «Сини анархії» відбулась прем'єра другого синглу «Till It's Gone».

## Комерційний успіх
Платівка посіла 3-тю сходинку Billboard 200 з результатом у 58241 еквівалентних альбомних одиниць; чистих копій: 51 тис. Є першим альбомом у топ-10 Billboard 200 та першою платівкою №1 у Top R&B/Hip-Hop Albums з найкращим тижневим продажем у кар'єрі виконавця.

## Список пісень
| #   | Назва                           | Автор                                                            | Продюсер(и)                                                | Тривалість |
| --- | ------------------------------- | ---------------------------------------------------------------- | ---------------------------------------------------------- | ---------- |
| 1.  | «Outer Space»                   | Майкл Ета Вільям «WLPWR» Вашингтон Майк Гартнетт Меттью Гейс     | WLPWR                                                      | 4:01       |
| 2.  | «Change»                        | Ета Мелей Гоу                                                    | Malay                                                      | 3:12       |
| 3.  | «American You»                  | Ета Гоу Маршалл Мезерс Луїс Ресто                                | Malay Eminem (співпрод.) Luis Resto (дод. прод.)           | 3:32       |
| 4.  | «Whiskey in a Bottle»           | Ета Вашингтон Антоніо Цезар Хорхе Перейра да Невес               | WLPWR                                                      | 4:08       |
| 5.  | «Ball and Chain»                | Ета                                                              | Yelawolf WLPWR (співпрод.)                                 | 1:35       |
| 6.  | «Till It's Gone»                | Ета Вашингтон Гартнетт Гейс                                      | WLPWR                                                      | 4:35       |
| 7.  | «Devil in My Veins»             | Ета Калеб Овенс Джошуа Вінклер                                   | Yelawolf                                                   | 3:58       |
| 8.  | «Best Friend» (з участю Eminem) | Ета Вашингтон Мезерс Ресто                                       | WLPWR Eminem (співпрод.)                                   | 5:14       |
| 9.  | «Empty Bottles»                 | Ета Гоу                                                          | Malay                                                      | 4:17       |
| 10. | «Heartbreak»                    | Ета Мезерс Марк Бетсон Майк Елізондо                             | Eminem Mark Batson (дод. прод.) Mike Elizondo (дод. прод.) | 4:25       |
| 11. | «Tennessee Love»                | Ета Вашингтон Hayes                                              | WLPWR                                                      | 4:54       |
| 12. | «Box Chevy V»                   | Ета Вашингтон Гартнетт Гейс                                      | WLPWR                                                      | 3:29       |
| 13. | «Love Story»                    | Ета Вашингтон Гейс                                               | WLPWR                                                      | 4:13       |
| 14. | «Johnny Cash»                   | Ета Джеффрі Сміт Дін Гонер Дін Мануель Джеррод Ґослінґ Джим Рівс | Track Bangas                                               | 4:45       |
| 15. | «Have a Great Flight»           | Ета Гоу                                                          | Malay                                                      | 5:03       |
| 16. | «Sky's the Limit»               | Ета Вашингтон Гейс                                               | WLPWR                                                      | 4:28       |
| 17. | «Disappear»                     | Ета Гоу                                                          | Malay                                                      | 5:14       |
| 18. | «Fiddle Me This»                | Ета Вашингтон Гейс                                               | WLPWR                                                      | 3:45       |

Примітки
- «Change» має вокал Джессі Вілсон.
- «Devil in My Veins» має вокал McCrary Sisters.

Семпли
- «Whiskey in a Bottle» містить елементи з «Adormeceu», авторства Антоніо Цезаря Альбукерке де Мерсес і Хорхе Перейри да Невес.
- «Johnny Cash» містить уривки з «Heaven», авторства Діна Гонера, Діна Мануеля, Джеррода Ґослінґа й Джима Рівса.
- «Outer Space» містить уривки з «Walkin' After Midnight», авторства Алана Блока та Донна Гечта, у вик. Петсі Клайн.
- «Box Chevy V» містить елементи зі «Still D.R.E», авторства Андре Янґа, Шона Картера й Скотта Сторча, у вик. Доктора Дре та Снупа Доґґа.

## Чартові позиції
| Чарт (2015)               | Найвища позиція |
| ------------------------- | --------------- |
| Австралія                 | 19              |
| Австрія                   | 39              |
| Велика Британія           | 25              |
| Італія                    | 65              |
| Німеччина                 | 51              |
| Нова Зеландія             | 18              |
| США                       | 3               |
| US Top R&B/Hip-Hop Albums | 1               |
| Франція                   | 227             |
| Швейцарія                 | 13              |

## Учасники

### Музиканти
| - WLPWR — клавішні, педи, барабани, програмування (№ 1, 4, 6, 8, 11-13, 16, 18), струнні (№ 4, 6, 11), гембоун (№ 11) - Майк Гартнетт — гітара (№ 1, 4, 6, 12, 13, 18), бас-гітара (№ 6) - Роб «Stone» К'юртон — бас-гітара (№ 1, 4, 5, 8, 16, 18) - Malay — гітара, бас-гітара, клавішні, програмування, запис (№ 2, 9, 15, 17) - DJ Klever — тернтейбли (№ 1, 12, 18), перкусія (№ 7) - Зак Кейсболт — скрипка (№ 15, 17), народна скрипка (№ 18) - Луїс Ресто — клавішні (№ 3, 8) | - Роббі Тернер — педал-стіл (№ 11, 18) - Ліндсі Сміт-Тростл — віолончель (№ 15, 17) - Боунс Овенс — акустична гітара, слайд-гітара (№ 7) - Джефф Файрбо — контабас (№ 7) - Майк Елізондо — гітара, клавішні (№ 10) - Марк Бетсон — клавішні (№ 10) - Ленс Павліс — труба, ток-бокс (№ 13) |

### Техперсонал
| - Меттью Гейс — запис (№ 1, 4-6, 8, 11-13, 16, 18), зведення (№ 1, 4-6, 9, 11-18) - Ренді Ворнкен — помічник звукорежисера зі зведення (№ 1, 2, 4-6, 9, 11-18) - Ліланд Елліотт — запис (№ 2, 3, 7, 9, 14, 15, 17), зведення (№ 7, 9, 14, 15, 17) | - Майк Стрендж — запис, зведення (№ 3, 8, 10) - Джо Стрендж — запис (№ 3, 8, 10) - Eminem — зведення (№ 3, 8, 10) |